# Grudza
Grudza (niem. Birngrütz) – wieś w Polsce położona w województwie dolnośląskim, w powiecie lwóweckim, w gminie Mirsk.

## Położenie
Grudza to wieś łańcuchowa o długości około 1,9 km położona jest na Pogórzu Izerskim, na Przedgórzu Rębiszowskim na wysokości około 430–500 m n.p.m. Jest najwyżej położoną wsią całego Pogórza Izerskiego.

## Podział administracyjny
W latach 1975–1998 miejscowość administracyjnie należała do województwa jeleniogórskiego.

## Historia
Grudza została założona w II połowie XIII wieku. Najstarsza wzmianka o miejscowości pochodzi z dokumentu z 1305 roku, w którym wieś występowała pod nazwą Bonaluti. W 1345 Książę Henryk Jaworski podarował 900 mórg lasu w Grudzy klasztorowi benedyktynek z Lubomierza. Cała wieś należała do zakonu w okresie od 1545 do 1810. Grudza posiadała dwie bramy prowadzące do wsi. Od połowy XIX wieku Grudza miała charakter wsi letniskowej. Po 1945 charakter wsi uległ zmianie na rolniczy. W latach 1945–47 nazwa wsi została zmieniona z Birngrutz na Grodziec.

## Zabytki
Do rejestru zabytków wpisany jest znajdujący się na terenie wsi:
- Kościół Najświętszej Maryi Panny, wybudowany w latach 1765-1768, z wieżą z końca XV w.